# Bitka kod Artemizija
Bitka kod Artemizija (480. pr. Kr.) je bila trodnevna pomorska bitka koja se odigrala 480. pr. Kr. kod rta Artemizij (uz otok Eubeju), a vođena je između udruženih grčkih polisa i Kserksovog Perzijskog Carstva tokom Grčko-perzijskih ratova. Istovremeno se odigravala i kopnena bitka kod Termopila.
Udružena grčka flota iz većine polisa s juga krenula je u susret Perzijancima kod rta Artemizij. Predvodili su ih Atenjanin Temistoklo i Spartanac Euribijad. Grčki plan je bio spriječiti perzijsku mornaricu u kretanju prema jugu, jer su Perzijanci istovremeno napredovali na kopnu i moru, a kopnena vojska ovisila je o zalihama na mornarici. Strategija koju je predložio Temistoklo bila je ratovanje u uskim morskim prolazima između Eubeje i kopna, jer u takvim „uskim grlima“ brojčana nadmoć perzijske flote ne bi došla do izražaja.
Perzijanci su poslali dio od oko 200 brodova južno od Eubeje. Time su htjeli zatvoriti Grcima prolaz i uhvatiti ih u klopku. Grci su pak od doušnika saznali za plan i poslali svoju flotu ususret perzijskoj. Iako su bili brojčano slabiji Grci su u prvom obračunu pobijedili, za što su glavni razlog bili pojačani kljunovi na grčkim brodovima. Grci su navodno uništili ili zarobili 30 perzijskih brodova, dok su se ostali povukli ali su nastavili kružiti oko Eubeje. Međutim, iste noći zahvatila ih je velika oluja i nanijela im velike gubitke.
Sutradan je Grcima iz Atene stiglo pojačanje od još 53 broda pa su Grci na prepad uništili nekoliko perzijskih brodova u izviđanju. Trećeg dana, navodno 11. kolovoza, došlo je do velike i odlučujuće bitke. Prema Herodotu, grčke snage uoči 333 brodova, a perzijske oko 500 brodova. Perzijanci su pokušali iskoristiti brojčanu prednost u brodovima i napravili borbenu formaciju u obliku polukruga. Cilj je bio onemogućiti grke na povlačenje. Grci su zauzeli obrambeni formaciju, također polukrug. U bitci pobjeđuje Perzijsko Carstvo, a pola atenske mornarice je uništeno. Nakon toga Grci su saznali o porazu Leonide I. u bitci kod Termopila pa se grčka flota povukla na jug.
Gubici iz ove trodnevne bitke nisu poznati. Ipak, Grci su trećeg dana imali poprilične gubitke, no s obzirom kako nisu imali toliku pričuvnu flotu kao Perzijanci, morali su se povući bez obzira na ishod bitke kod Termopila. 

## Poveznice
- Grčko-perzijski ratovi
- Perzijsko Carstvo
- Atena (polis)
- Artemizija I.
- Temistoklo

## Vanjske poveznice
- Bitka kod Artemizija 480. pr. Kr. - arhiva fotografija (Livius.org)
- Reed Classics, extracts from Herodotus Book Eight  Arhivirana inačica izvorne stranice od 28. listopada 2005. (Wayback Machine)
- Artemisium